# Werner Achmann
Werner Achmann (* 28. Mai 1929 in München; † 25. Dezember 2001 in Vaterstetten) war ein deutscher Szenenbildner und Filmausstatter.

## Leben
Achmann hatte ab 1943 Kirchenmalerei in den Münchner Werkstätten für dekorative Kunst gelernt, ehe er 1946 zur Filmgesellschaft Bavaria wechselte. Dort begann er als Maler für Robert Herlth (Debüt 1947 bei Zwischen gestern und morgen, letzter Film im Herbst 1954 war Wilhelm Dieterles Frauen um Richard Wagner), ehe er 1955 zur Gloria und zur Divina wechselte.
1958 startete er, an der Seite des Kollegen Willi Schatz, seine Laufbahn als Chef-Szenenbildner. Zusammen mit Rolf Zehetbauer und Herbert Strabel bildete er zeitweise ein überaus erfolgreiches Architektenteam, das an deutschen wie internationalen Produktionen (vor allem in den Bavaria-Studios gedrehten US-Filmen) arbeitete. Bereits in den frühen 1960er Jahren war er als 2. Architekt (der deutschen Bauten) an in Mitteleuropa entstandenen US-Produktionen wie Eins, zwei, drei und Meine Lieder, meine Träume beteiligt gewesen. Daneben hat Achmann in alleiniger Verantwortung zwei hochklassige Verfilmungen nach berühmten Vorlagen ausgestattet: 1967 Paarungen, nach August Strindberg, und 1981 Syberbergs Parsifal.
Achmann hat auch für das Fernsehen gearbeitet, erstmals 1965 bei der optischen Gestaltung der äußerst populären Science-Fiction-Serie Raumpatrouille. Zuletzt, Mitte der 1990er Jahre, war der gebürtige Münchner an der Erstellung der Bauten zu dem aufwendigen Zweiteiler Katharina die Große mit Catherine Zeta-Jones und am Eisballett-Märchen Eisprinzessin mit Katarina Witt beteiligt. Danach ging er in den Ruhestand. Werner Achmann verstarb Weihnachten 2001 in seiner bayerischen Heimat.

## Filmografie (Auswahl)
- 1958: Heimatlos
- 1958: Der Haustyrann
- 1959: Heimat – Deine Lieder
- 1959: Alle lieben Peter
- 1960: Der Schleier fiel…
- 1960: Faust
- 1960: Weit ist der Weg
- 1960: Stadt ohne Mitleid
- 1961: Vertauschtes Leben
- 1961: Freddy und der Millionär
- 1962: Axel Munthe – Der Arzt von San Michele
- 1962: Der Vogelhändler
- 1962: Barras heute
- 1962: Auf Wiedersehn am blauen Meer
- 1963: Der Würger von Schloß Blackmoor
- 1963: Zwei Whisky und ein Sofa
- 1964: Dr. med Hiob Prätorius
- 1965: Lage hoffnungslos – aber nicht ernst (Situation Hopeless… But Not Serious)
- 1965: Um null Uhr schnappt die Falle zu
- 1967: Die Schlangengrube und das Pendel
- 1967: Paarungen
- 1970: Wie ein Träne im Ozean (Fernsehdreiteiler)
- 1974: Die Akte Odessa
- 1975: Carmina Burana
- 1976: Des Teufels Advokat
- 1976: Das Schlangenei
- 1976: Das Ultimatum (Twilight’s Last Gleaming)
- 1977: Die Schlemmer-Orgie (Who’s Killing the Great Chefs of Europe ?)
- 1978: Verstecktes Ziel (Brass Target)
- 1979: Der Ringer (The American Success Company)
- 1981: Der Mann im Pyjama
- 1982: Parsifal
- 1985: Enemy Mine – Geliebter Feind
- 1987: Ödipussi
- 1992: Wir Enkelkinder